# Pierre Andrieu (peintre)
Pour les articles homonymes, voir Pierre Andrieu et Andrieu.
Pierre Andrieu est un peintre du XIXe siècle né à Fenouillet le 12 décembre 1821 et mort à Paris 6e le 30 janvier 1892.

## Biographie
Pierre Andrieu a été l'élève de Delacroix à partir de 1844 et son collaborateur jusqu'en 1863. Il a travaillé avec lui à l'hôtel de ville de Paris, au Sénat, à la Chambre des députés, à la chapelle des Anges de l'église Saint-Sulpice et a restauré le plafond de la galerie d'Apollon au Louvre. En 1868, il restaure les toiles de la bibliothèque du Sénat réalisées par Delacroix qui sont tombées au sol sous l'effet d'infiltrations.
Il a ouvert son propre atelier en 1871 jusqu'en 1880.
Il est connu par ses copies des œuvres de Delacroix. On lui attribue souvent les œuvres mineures de Delacroix. La National Gallery de Londres expose une peinture de son invention. Il produit un grand nombre de dessins et peintures orientalistes. Il a exécuté de nombreux tableaux de genre avec des animaux comme sujet favori.
Il a livré en 1874 un tableau représentant L'Adoration des mages d'après Licinio Giovanni Antonio, dit Le Pordenone, déposé dans l'église Saint-Maur de Martel en 1876.
Après sa mort, sa collection est vendue à l'hôtel Drouot à Paris les 6 et 7 mai 1892.
Il a été inhumé dans la 6e division du cimetière du Montparnasse.

## Publication
- Journal, 1852 (collection de l'INHA)